# Alcyr Mendonça
Alcyr Mendoça  (Palmeiras de Goiás, GO, 8 de abril de 1920 - Rio Verde, GO, 5 de abril de 1992), foi um politico e Médico Goiano.

## Vida Política e Parlamentar
Se interessou pela politica em 1960 foi candidato a vice prefeito de Rio Verde na chapa que tinha como candidato a Prefeito Lauro Martins foram derrotados por Paulo Campos e depois foi Deputado Estadual, ARENA, 6.ª Legislatura, 1967-1971.

## Trabalhos no Estado de Goiás
Secretário de Estado da Saúde, adm. Leonino Caiado. Secretário de Estado da Administração, adm. Irapuan Costa Jr. Diretor do Banco de Desenvolvimento do Estado de Goiás, gov. Ary Valadão

## Vida Pessoal

### Familia
Durante 17 anos, dedicou-se à medicina em Rio Verde, onde começou sua atividade de médico.Morava em Rio Verde e Goiânia.Filho de Orestes Mendonça e Eucênia de Pina Mendonça.Casado com Maria Joana Leão Mendonça.Tiveram 5 filhos: Gustavo, Alcyr Júnior, Mônica, Carcelo e Marcelino.

### Estudos
Estudou na Faculdade Nacional de Medicina, Rio de Janeiro,em 1947 comprou o para o Hospital Santa Terezinha junto com Dr. Walter.